# Prionolabis dis
Prionolabis dis är en tvåvingeart som först beskrevs av Alexander 1950.  Prionolabis dis ingår i släktet Prionolabis och familjen småharkrankar.
Artens utbredningsområde är Nordkorea. Inga underarter finns listade i Catalogue of Life.